# إتشينوسيكي (إيواته)
مدينة إتشينوسيكي (بالإنجليزية: Ichinoseki)‏ هي أحد المدن التابعة لمحافظة إيواته. تأسست رسميًا في 20/09/2005. ويقدر عدد سكانها بـ 123155 نسمة حسب تقدير مكتب الإحصاء الياباني لعام 2012. تبلغ مساحة إتشينوسيكي 1133.1 كم2. بكثافة سكانية تبلغ 109 نسمة/كم2.

## أعلام
- توشيكي آبي
- أياكا كوماتسو